# 邵俐妍
邵俐妍（Janet Shao，1988年2月14日—），小名「巧巧」，是台灣模特兒，原所屬前經紀公司為伊林娛樂，為台灣綜藝節目《麻辣天后傳》、《女人我最大》與廠商走秀的常客。

## 經歷
2008年中壢大江國際購物中心的科技美少女最佳身材獎與第一名。上海寧波環球小姐最佳身材冠軍。
2009年時報周刊車展內頁與封面（台灣）。
2010年外灘畫報雜誌內頁與封面（上海）。上海外灘畫報雜誌第三名。與黑珍珠納歐米及D&G設計師本人一同走秀。
2011年Converse秋冬目錄( 台灣 )。
2019年舞台劇《瘋狂偶像劇》。

## 外部連結
- 邵俐妍 Janet的Facebook專頁